# Scopula magnipunctata
Scopula magnipunctata är en fjärilsart som beskrevs av Fletcher 1958. Scopula magnipunctata ingår i släktet Scopula och familjen mätare. Inga underarter finns listade.